# 桜田ひより
桜田 ひより（さくらだ ひより、2002年〈平成14年〉12月19日 - ）は、日本の女優、タレント、ファッションモデル（元『Seventeen』専属モデル）。千葉県出身。研音所属。かつてはクラージュキッズに所属していた。

## 経歴
小さいころはクラージュ・キッズに所属し、成田ひより名義でモデルを中心に活動していた。小学4年生の時に女優を目指して研音のオーディションに応募したことをきっかけに、事務所を移籍・改名する。
2014年、芦田愛菜が主演を務めた1月期日本テレビ系水曜ドラマ『明日、ママがいない』に児童養護施設に暮らす子どもたちの一人として出演し、子役として注目を集める。
2017年、テレビドラマ『咲-Saki-阿知賀編 episode of side-A』で初主演し、同作の映画版でも主演する。
2018年、ティーン向け雑誌『Seventeen』（集英社）の専属モデルオーディションで応募総数3,437人の中から6人の1人に選ばれ、「ミスセブンティーン 2018」に選出される。同年11月9日公開の映画『ういらぶ。』に出演。
2019年6月21日公開のアニメーション映画『薄暮』で主人公・小山佐智役の声を担当し、声優初挑戦。
2020年、『桜田ひより2021カレンダーブック』で初のカレンダーを発売。
2021年3月30日、高校を卒業したことを報告した。
2022年4月期のNHK総合・夜ドラ『卒業タイムリミット』と7月期の朝日放送テレビ・テレビ朝日系ドラマL『彼女、お借りします』でそれぞれヒロイン役、8月から放送のMBS・TBS系ドラマイズム『生き残った6人によると』でも主演を務めた。また、数々の配信記録を塗り替える形で社会現象となった10月期フジテレビ系木曜劇場『silent』にメインキャストとして出演し、知名度や人気度が大きく上がった。
2023年3月1日発売の『Seventeen』春号でSeventeenの専属モデルを卒業した。
2025年11月14日に1stスタイルブック『桜田ひよりスタイルブック（仮）』（主婦と生活社）を発売予定。

## 受賞歴
2018年
- ミスセブンティーン 2018[6]

2022年
- 第18回クラリーノ美脚大賞2022 ティーン部門[16]

2023年
- ゆうばり国際ファンタスティック映画祭 ニューウェーブアワード2023 女優賞[17][18]
- 第47回日本アカデミー賞 新人俳優賞（『交換ウソ日記』）[19]

2024年
- ELLE CINEMA AWARDS 2024 エル・ガール ライジングスター賞[20]

## 人物
兄がおり、クラージュキッズに所属していたころは一緒に仕事をしたこともあった。
尊敬しているモデル・女優に広瀬すずの名前を挙げている。
あだ名はひよりん。チャームポイントは丸顔。
趣味は映画やドラマなどの実写作品よりもアニメや漫画を見ることが多い。アニメを見るきっかけになった作品に『プラスティック・メモリーズ』を挙げている。

## 出演

### テレビドラマ
- ステップファザー・ステップ 第6話（2012年2月13日、TBS） - 秋山ナオ（幼少期） 役[24]
- 冤罪死刑（2013年11月23日、テレビ朝日） - 櫻木優希 役
- かなたの子 第1話（2013年12月1日、WOWOW） - 八重子 役
- 明日、ママがいない（2014年1月15日 - 3月12日、日本テレビ） - 鳥羽直美（ピア美） 役[4]
- そこをなんとか2（2014年8月3日 - 9月21日、NHK BSプレミアム） - 西別府日向子 役
- HERO 第2シリーズ 第5話（2014年8月11日、フジテレビ） - 斉藤レイナ 役
- 保育探偵25時〜花咲慎一郎は眠れない!!〜 第3話（2015年1月30日、テレビ東京） - 大野ヨーコ 役
- DOCTORS〜最強の名医〜 第3シリーズ 第9話（2015年3月5日、テレビ朝日） - 真鍋ゆりえ 役
- 切り裂きジャックの告白〜刑事 犬養隼人〜（2015年4月18日、ABCテレビ） - 豊崎沙耶香 役
  - 刑事 犬養隼人（2016年9月24日、テレビ朝日） - 豊崎沙耶香 役
- ワイルド・ヒーローズ（2015年4月19日 - 6月21日、日本テレビ） - ヒロイン・五嶋日花里 役
- 沈まぬ太陽 第一部（2016年7月9日、WOWOW） - 恩地純子 役
- 希望ヶ丘の人びと（2016年7月16日 - 8月13日、WOWOW） - 田島美嘉 役[25]
- 相棒（テレビ朝日） - 市原里奈 役
  - season15 第11話「アンタッチャブル」（2017年1月11日）[26]
  - season16 第12話「暗数」（2018年1月17日）[27]
- 嫌われる勇気（2017年1月12日 - 3月16日、フジテレビ） - 庵堂蘭子（少女時代） 役
- ホクサイと飯さえあれば（2017年1月25日 - 3月15日、MBS・TBS） - 凪 役[28]
- 犯罪症候群（2017年4月8日 - 6月2日、フジテレビ） - 武藤真梨子 役[29]
- ブラックリベンジ 第8話 - 第10話（2017年11月23日 - 12月8日、読売テレビ・日本テレビ） - 石山美幸 役[1]
- 咲-Saki-阿知賀編 episode of side-A（2017年12月6日 - 27日・2018年1月10日、MBS・TBS） - 高鴨穏乃 役[30]
- あなたには帰る家がある（2018年4月13日 - 6月22日、TBS） - 佐藤麗奈 役[31]
- あまんじゃく 元外科医の殺し屋（2018年9月24日、テレビ東京） - 浦野美鈴 役[32]
- 神酒クリニックで乾杯を 第3話（2019年1月26日、BSテレ東） - 松島怜奈 役[33]
- 絶対正義（2019年2月2日 - 3月23日、東海テレビ・フジテレビ） - 西山由美子（高校時代）役
- ハケン占い師アタル 第4話・最終話（2019年2月7日・3月14日、テレビ朝日） - 上野みずほ 役
- 向かいのバズる家族（2019年4月4日 - 6月6日、読売テレビ・日本テレビ） - 菅野朱里 役
- 磯野家の人々〜20年後のサザエさん〜（2019年11月24日、フジテレビ） - フグ田ヒトデ 役[34]
- トップナイフ-天才脳外科医の条件- 第2話 - 最終話（2020年1月18日 - 3月14日、日本テレビ） - 沢城真実 役[35]
- 赤い刻印〜ショカツ刑事・羽角啓子（2020年3月23日(22日深夜)、TBS） - 羽角菜月 役
- ラーメン大好き小泉さん 二代目!（フジテレビ） - 小泉さん 役
  - ラーメン大好き小泉さん!（2020年3月27日）[36]
  - ラーメン大好き小泉さん 二代目！2022年新春SP（2022年1月8日）[37][38]
- メンズ校（2020年10月8日 - 12月23日、テレビ東京） - ヒロイン・春島エリカ 役[39]
- 24 JAPAN（2020年10月9日 - 2021年3月26日、テレビ朝日） - 獅堂美有 役[40]
- 言の葉（2020年10月31日、フジテレビTWO、第7回「ドラマ甲子園」大賞受賞作品） - 桜木咲 役（蒔田彩珠とのW主演）[41]
- 怖い絵本 season2「悪い本」（2021年3月26日、NHK Eテレ） - 出演と朗読[42]
- 春の呪い（2021年5月22日 - 6月26日、テレビ東京） - 立花春 役[43]
- 24時間テレビ ドラマスペシャル『生徒が人生をやり直せる学校』（2021年8月21日、日本テレビ） - 小嶋岬 役[44]
- 卒業タイムリミット（2022年4月4日 - 5月12日、NHK総合） - ヒロイン・高畑あやね 役[10]
- 彼女、お借りします（2022年7月3日 - 9月25日、ABCテレビ・テレビ朝日） - ヒロイン・水原千鶴 役[11][45]
- 生き残った6人によると（2022年8月10日 - 9月14日、MBS・TBS） - 水上梨々 役[12]
- silent（2022年10月6日 - 12月22日、フジテレビ） - 佐倉萌 役[13]
- ギバーテイカー（2023年1月22日 - 2月19日、WOWOW） - 有坂弥生 役[46]
- すきすきワンワン! 第1話・第2話（2023年1月24日・31日、日本テレビ） - 澪央 役[47][48]
- 沼る。港区女子高生（2023年2月25日 - 3月25日、日本テレビ） - 倉石えな 役[49]
- ああ、ラブホテル 〜秘密〜 第2話「壁の落書き」（2023年5月26日、WOWOW） - ヒロイン・桜井ひよ子 役[50]
- 家政夫のミタゾノ 第6シリーズ（2023年10月10日 - 12月5日、テレビ朝日） - 矢口実優 役[51]
- あたりのキッチン!（2023年10月14日 - 12月23日、東海テレビ・フジテレビ） - 辺清美 役[52]
- あの子の子ども（2024年6月25日 - 9月17日、関西テレビ・フジテレビ） - 川上福 役[53]
- 相続探偵（2025年1月25日 - 3月29日、日本テレビ） - 三富令子 役[54]

### ネットドラマ
- 言の葉（2020年10月19日、FOD、第7回「ドラマ甲子園」大賞受賞作品） - 桜木咲 役（蒔田彩珠とのW主演）[41][55]
- 神様のえこひいき（2022年3月19日 - 4月9日、Hulu） - 天堂神楽 役（藤原大祐とのW主演）[56]
- 沼る。港区女子高生 特別版 放課後編 第5話（2023年2月18日、TVer） - 倉石えな 役[57]
- みつめてそらして（2023年9月29日 - 、TikTok） - 主演[58]
- 家政負のヒカル（2023年10月10日 - 12月5日、TELASA） - 矢口実優 役[59]

### 映画
- はやぶさ/HAYABUSA（2011年10月1日、20世紀フォックス映画）※成田ひより名義[60]
- ガール（2012年5月26日、東宝） - 滝川由紀子（幼少） 役 ※成田ひより名義
- さいはてにて-やさしい香りと待ちながら-（2015年2月28日、東映） - 山崎有紗 役[61]
- 脳内ポイズンベリー（2015年5月9日、東宝） - ハトコ 役[62]
- にがくてあまい（2016年9月10日、エレファントハウス） - 青井ミナミ 役[63]
- 東京喰種トーキョーグール（松竹） - 笛口雛実 役
  - 東京喰種トーキョーグール（2017年7月29日）[64]
  - 東京喰種 トーキョーグール【S】（2019年7月19日）[65]
- 咲-Saki-阿知賀編 episode of side-A（2018年1月20日、ティ・ジョイ） - 高鴨穏乃 役[30]
- 祈りの幕が下りる時（2018年1月27日、東宝） - 浅居博美の少女期（14歳） 役[66]
- ういらぶ。（2018年11月9日、アスミック・エース） - 佐伯実花 役[67]
- ホットギミック ガールミーツボーイ（2019年6月28日、東映） - 成田茜 役[68]
- 男はつらいよ お帰り 寅さん（2019年12月27日、松竹） - 諏訪ユリ 役[69]
- 妖怪人間ベラ（2020年9月11日、DLE） - 牧野沙織 役[70]
- 映像研には手を出すな!（2020年9月25日、東宝） - 百目鬼 役[71]
- 鬼ガール!!（2020年10月16日、SDP） - 松丸星愛姫 役[72]
- おとなの事情 スマホをのぞいたら（2021年1月8日、ソニー・ピクチャーズ エンタテインメント）- 六甲智慧 役
- 未来へのかたち（2021年5月7日、スターキャット） - 高橋萌 役[73]
- ショコラの魔法（2021年6月18日、イオンエンターテイメント） - 仁科愛利 役[74]
- おそ松さん（2022年3月25日、東宝） - チビ太 役[75]
- 交換ウソ日記（2023年7月7日、松竹） - ヒロイン・黒田希美 役[76]
- バジーノイズ（2024年5月3日、ギャガ） - 岸本潮 役（川西拓実とW主演）[77][78]
- ブルーピリオド（2024年8月9日、ワーナー・ブラザース映画） - 森まる 役[79]
- 大きな玉ねぎの下で（2025年2月7日、東映） - 村越美優 役（神尾楓珠とW主演）[80]
- この夏の星を見る（2025年7月4日、東映） - 溪本亜紗 役[81]
- モブ子の恋（2026年初夏公開予定） - 田中信子 役（木戸大聖とダブル主演）[82]

### 劇場アニメ
- 薄暮（2019年6月21日、プレシディオ） - 小山佐智 役[8]

### 吹き替え
- 雄獅少年/ライオン少年（2023年5月26日、ギャガ、泰閣映畫、面白映画、Open Culture Entertainment） - チュン 役[83]

### ナレーション
- BUMP OF CHICKEN 18祭（2023年3月31日、NHK総合）[84]

### 舞台
- 大きな虹のあとで〜不動四兄弟〜（2017年8月29日 - 9月3日、中野 ザ・ポケット）[85]
- 大きな虹のあとで〜不動四兄弟〜（2018年8月3日 - 8月7日、シアター サンモール） - 緑 役[86]

### 教育番組

#### テレビ
- ボキャブライダー on TV（2020年3月30日 -  2021年3月22日、NHK Eテレ） - ボキャブライダー（オレンジ） 役[87]

#### ラジオ
- ボキャブライダー（2020年3月30日 -  、NHKラジオ第2放送）- ボキャブライダー 役

### Webラジオ
- 阿知賀女子学院麻雀部のオールナイトニッポンｉ（2018年1月19日 - 配信開始、ニッポン放送） - 恒松祐里とパーソナリティ[88][89]

### MV
- Aimer「Ref:rain」（2018年2月21日、SME Records）[90]
- AZUMA HITOMI 「とおく」（2019年4月1日)[91]
- さとうもか 「ラムネにシガレット」（2020年8月5日、ANTHOROGY）[92]
- BLUE ENCOUNT 「DOOR」（2023年2月8日、Ki/oon Music Inc.）[93]
- THE BEAT GARDEN「わたし」（2024年7月9日）[94][95]

### CM
- 森永製菓 受験生応援企画「受験にinゼリー」（2019年1月12日 - ）[96][97]
- キッコーマン飲料 「豆乳の唄 朝」篇（2020年3月27日 - ）[98]
- 大東建託 いい部屋ネット「子離れできない父親篇」、「いいへやラビット登場！篇」、「いい部屋さがそう！篇」（2021年12月25日 - ） - 佐藤二朗、花江夏樹（声の出演）と共演[99]
- ABCマート「青春はこれからだ。」篇（2022年3月3日 - ）[100]
- 餃子の王将「おいしい力 2023」「餃子の歌」「ぎょうざ倶楽部 お客様感謝キャンペーン」(2023年3月25日 - ）- 仲野太賀と共演[101][102]
- ユニバーサルホーム「あなたを守りたい。」篇（2023年4月20日 - ）[103]
- VIC GAME STUDIOS JAPAN「ブラッククローバーモバイル 魔法帝への道 The Opening of Fate」（2023年5月25日 - ）[104]
- ビジョン「グローバルWiFi®」（2023年7月3日 - ）[105]
- リクルート「ホットペッパービューティー」
  - （2023年12月14日 - ） - 吉川愛と共演[106]
  - （2024年2月22日 - ） - 吉川愛と共演[107]
  - （2024年7月26日 - ）[108]
  - （2024年12月16日 - ）[109]
  - （2025年3月14日 - ）[110]
- JR東日本「JR SKISKI」（2024年1月 - ）[111]
- はるやま商事 はるやまフレッシャーズ
  - 「イチバン映えるハル レディス」篇（2024年1月11日 - ）[112]
  - 「川島先生最後の授業」篇（2024年1月20日 - ）[113]
- エバラ食品工業「黄金の味 濃厚焙煎ごま」「焼肉ザクだれ 塩だれガーリック」（2024年2月29日 - ）[114]
- ダスキン「ミスタードーナツ 台湾粉粿フルーツティ」（2024年4月- ）[115]
- ビジョン「グローバルWiFi」（2024年8月1日 - ）[116]
- ネピア「ネピア プレミアムソフト」シリーズ（2025年4月15日 - ） - 目黒蓮と共演[117]
- サントリービバレッジソリューション「ジハンピ」（2025年7月1日 - ） - 阿部サダヲと共演[118]

### その他広告
- 髙島屋 七五三 スチール写真（2011年）
- 新宿警察署 一日署長（2015年5月10日）[119]

## 音楽

### 参加作品
| 発売日        | タイトル               | 備考                                                                         |
| ------------- | ---------------------- | ---------------------------------------------------------------------------- |
| 2018年1月17日 | 笑顔ノ花／春〜spring〜 | 「阿知賀女子学院麻雀部」名義。「咲-Saki-阿知賀編 episode of side-A」の主題歌 |

## 書籍

### 写真集
- ひより日和。(TOKYO NEWS MOOK)（2016年7月27日、東京ニュース通信社、撮影：佐藤佑一）ISBN 978-4-86336-570-4[120]
- 桜田ひより 2nd写真集 「my blue」（2023年11月29日、集英社）ISBN 978-4-08-790144-3[121]

### スタイルブック
- 桜田ひよりスタイルブック（仮題、2025年11月14日発売予定、主婦と生活社）[15]

### カレンダー
- 桜田ひより2021カレンダーブック (B.L.T.MOOK 80号)（2020年10月30日、東京ニュース通信社）ISBN 978-4867011324
- 桜田ひより2022カレンダーブック（2021年8月28日）[122]

### 雑誌
- 集英社『Seventeen』（2018年10月号〈2018年9月1日発売〉 - 2023年春号〈2023年3月1日発売〉） - 専属モデル[14][123]
- 主婦と生活社『ar』（2023年7月号〈2023年6月12日発売〉 - ） - 「ひよりだいありー」連載[124]